# 시브 세나
시브 세나(힌디어: शिवसेना, Shiv Sena)는 인도의 마하라슈트라 지역주의, 힌두교 내셔널리즘 성향의 우익 ~ 극우 정당으로 1966년 발 타케레(Bal Thackeray)에 의해 창당되었다. 정당 이름은 "시바지의 군대"를 뜻한다.
인도의 다른 지역으로부터 봄베이로 몰려 들어오는 이주자들에 대한 반발로 생겨난 마라티인 원주민들의 토착주의 운동에서 발생했다. 그러나 창당 이후 인도 전체로 지지기반을 확장하며 힌두교 내셔널리즘 사상을 받아들여 인도 인민당과 협동하기 시작했다. 반이슬람주의와 카스트 제도 등을 옹호하는 행보를 보여 일각에서 수구주의 정당으로 비판받는다.

## 같이 보기
- 인도의 정당